# Yang Fangxu
Yang Fangxu (chiń. upr. 杨方旭; chiń. trad. 楊方旭; pinyin Yáng Fāngxù, ur. 6 października 1994 w Weifang) – chińska siatkarka, złota medalistka igrzysk olimpijskich.

## Życiorys
Yang była w składzie reprezentacji Chin na Volley Masters Montreux 2013, która zajęła szóste miejsce. Zdobyła srebrny medal na organizowanych we Włoszech mistrzostwach świata 2014. W 2015 tryumfowała na rozgrywanych w jej ojczyźnie turnieju o mistrzostwo Azji. Wystąpiła na igrzyskach 2016 odbywających się w Rio de Janeiro. Zagrała w czterech z pięciu meczach fazy grupowej oraz w wygranych meczach w ćwierćfinale z Brazylią, w półfinale z Holandią i w finale z Serbią. Yang uczestniczyła także w meczach Ligi Narodów 2018, w której jej reprezentacja zajęła trzecie miejsce.
Jest zawodniczką klubu Shandong.